# 4D вектор
В iнформатицi 4D вектор – це 4-компонентний векторний тип даних. Використання включає однорiднi координати для тривимiрного простору в комп’ютернiй графiцi та значення червоно-зелено-синього альфа (RGBA) для растрових зображень iз кольоровим i альфа-каналом (як такi, вони широко використовуються в комп’ютернiй графiцi). Вони також можуть представляти кватернiони (корисно для обертання), хоча алгебра, яку вони визначають, iнша.

## Підтримка комп'ютерного обладнання
Деякi мiкропроцесори мають апаратну пiдтримку 4D-векторiв з iнструкцiями, що мають справу з iнструкцiями з 4 смугами одиночного потоку команд з множинним потоком даних (SIMD), зазвичай iз 128-бiтним шляхом даних i 32-бiтними полями з плаваючою комою. 
Спецiальнi iнструкцiї (наприклад, 4-елементний скалярний добуток) можуть полегшити використання одного 128-бiтного регiстра для представлення 4D-вектора. Наприклад, у хронологiчному порядку: Hitachi SH4, розширення PowerPC VMX128 i Intel X86 SSE4.
Деякi 4-елементнi векторнi механiзми (наприклад, векторнi модулi PS2) пiшли далi з можливiстю транслювати компоненти як кiлька джерел i пiдтримкою векторного добутку.  Попереднi поколiння конвеєрiв шейдерiв графiчного процесора використовували набори iнструкцiй з дуже довгими командними словами (VLIW), призначенi для подiбних операцiй.

## Підтримка програмного забезпечення
Використання SIMD для 4D-векторiв можна зручно обернути в бiблiотеку векторної математики (зазвичай реалiзовану в C або C++), яка зазвичай використовується в розробцi вiдеоiгор, разом iз пiдтримкою матрицi 4×4. Вони вiдрiзняються вiд бiльш загальних бiблiотек лiнiйної алгебри в iнших областях, якi зосереджуються на матрицях довiльного розмiру. Такi бiблiотеки iнодi пiдтримують 3D-вектори, доданi до 4D, або завантажують 3D-данi в 4D-реєстри, з арифметикою, яка ефективно вiдображається в операцiях SIMD за допомогою реалiзацiї вбудованих функцiй для кожної платформи. Iснує вибiр мiж пiдходами масива структур (AOS) i структури масивiв (SOA), враховуючи наявнiсть 4-елементних регiстрiв, проти iнструкцiй SIMD, якi зазвичай налаштованi на однорiднi данi.
Мови затiнення для програмування графiчного процесора (GPU) зазвичай мають 4D-типи даних (разом з 2D, 3D) iз засобами доступу {\displaystyle x-y-z-w}, включаючи перестановку або доступ з перемиканням, наприклад, що дозволяють легко мiняти мiсцями формати RGBA або ARGB, отримувати доступ до двох 2D-векторiв, упакованих в один 4D-вектор, тощо. Сучаснi графiчнi процесори з тих пiр перейшли до скалярних конвеєрiв з одиночного потоку команд з декiлькома потоками даних (SIMT) (для бiльшої ефективностi в обчисленнях загального призначення на графiчних процесорах (GPGPU)), але все ще пiдтримують цю модель програмування.